# Гаткинське сільське поселення
Га́ткинське сільське поселення (рос. Гаткинское сельское поселение) — сільське поселення у складі Совєтсько-Гаванського району Хабаровського краю Росії.
Адміністративний центр та єдиний населений пункт — селище Гатка.

## Населення
Населення сільського поселення становить 673 особи (2019; 777 у 2010, 926 у 2002).